# Camillo Perini
Camillo Perini (Pola, 18 giugno 1887 – Viterbo, 27 agosto 1942) è stato un aviatore austro-ungarico.
Camillo Perini è stato un aviatore militare dell'Impero austro-ungarico nella prima guerra mondiale di etnia italiana e colonnello pilota dell'esercito polacco.

## Biografia e prima guerra mondiale
Camillo Perini nacque a Pola (nell'Impero austro-ungarico) come cittadino austro-ungarico di etnia italiana. Era un Ufficiale (forze armate) in servizio permanente dell'Imperiale e regio esercito: nel 1908 concluse gli studi alla Scuola di artiglieria degli ufficiali a Vienna uscendone con il grado di sottotenente nell'8º reggimento di artiglieria di Gorizia. 
Nel 1912 si trasferì nella Kaiserliche und Königliche Luftfahrtruppen, frequentando il corso da pilota alla scuola di Wiener Neustadt e l'8 luglio 1912 conseguendo il brevetto da pilota. Durante la prima guerra mondiale, inizialmente prestò servizio nella Flik 8 (Fliegerkompagnie) sui fronti russo e serbo, e dal 1º maggio 1915 nella Flik 4 sul fronte italiano. Ha poi comandato diverse squadriglie, tra cui la Flik 11 e la Flik 66D. 
Dal 5 dicembre 1915 al 1 ottobre 1917, prestò servizio sul fronte russo, e poi sul 30 ottobre 1918 sul fronte italiano. 
Ha concluso la guerra come capitano (Hauptmann). A causa della sconfitta dell'Impero austro-ungarico e del suo crollo, su consiglio dei colleghi polacchi all'inizio del novembre 1918, emigrò per contribuire alla rinascita della Polonia (Pola dopo la prima guerra mondiale passò all'Italia).
Il 15 novembre 1918, si unì all'aeronautica polacca e fu assegnato al III Air Squadron, poi ribattezzato 7th Fighter Squadron. Prese parte alla Guerra polacco-ucraina e poi comandò il III ed il II gruppo dell'aviazione. 
Nell'aprile del 1920 fu nominato capo dell'aviazione presso il Comando Supremo. 
Negli anni seguenti ha ricoperto le posizioni di capo dell'aviazione della 3ª e 6ª armata. 
Nel 1921 fu Podpolkovnik ed il primo comandante del 1º Reggimento Aereo, poi comandò il 3º Reggimento Aereo (dall'aprile 1922 all'aprile 1925) ed il 6º Reggimento Aereo (dal 1925 al febbraio 1929). 
Il 31 marzo 1924 fu nominato colonnello con anzianità 1 luglio 1923 e fu il primo nel corpo degli ufficiali aeronautici. 
Il 31 marzo 1929 era in pensione.
Rimase a Varsavia, dove era un impiegato della squadra di volo a vela del Consiglio centrale dell'Aeroclub polacco. 
Si occupava anche di giornalismo, scrivendo articoli sull'aviazione militare. 
Nel settembre 1939 partì per l'Italia, dove organizzò l'evacuazione dei soldati polacchi in Francia. 
Fu arrestato dalla polizia italiana nel 1940 ed posto agli arresti domiciliari a Montefiascone. 
Morì il 27 agosto 1942 in un ospedale di Viterbo, a seguito di un'appendicite acuta.